# Hulda Lindberg
Hulda Kristina Lindberg, född 17 april 1877 i Järfälla församling, Stockholms län, död 11 augusti 1969 i Saltsjöbadens församling, Stockholms län, var en svensk sjuksköterska och rösträttsaktivist. Hon var verksam i kampanjen för införandet av kvinnlig rösträtt i Sverige, och ordförande för Föreningen för kvinnans politiska rösträtt i Skellefteå 1917–1921. 